# Ally Wollaston
Pour les articles homonymes, voir Wollaston.
Ally Wollaston, née le 4 janvier 2001 à Auckland, est une coureuse cycliste néo-zélandaise. Elle court sur piste et sur route. 

## Biographie
En parallèle  de sa carrière cycliste, Ally Wollaston étudie le droit à l'Université de Waikato. Elle explique avoir besoin d'un plan de secours, car elle est consciente que sa carrière cycliste pourrait se terminer « en quelques secondes » en raison de blessures ou d'une chute. 
Elle à deux sœurs. L'une d'elles, Nina (née en 1996) est également cycliste. Les médias néo-zélandais les surnomment la « fratrie superstar du cyclisme Kiwi ». L'autre sœur, Claudia étudie les sciences du sport et travaille pour la Fédération cycliste néo-zélandaise.
En 2018 et 2019, Ally Wollaston devient championne de Nouvelle-Zélande sur route chez les juniors (moins de 19 ans). En 2018, elle remporte également son premier succès international, avec la médaille d'argent en poursuite par équipes aux mondiaux sur piste juniors avec McKenzie Milne, Annamarie Lipp et Emily Paterson. L'année suivante, elle remporte deux médailles aux championnats du monde sur piste juniors : l'or en poursuite individuelle et l'argent en poursuite par équipes (avec Milne, Donnelly et Emily Paterson). En octobre 2019, elle est sacrée championne de Nouvelle-Zélande du critérium. 
Quelques mois plus tard, elle fait ses débuts internationaux avec les élites. Avec Jessie Hodges, Emily Shearman, Nicole Shields et Michaela Drummond, elle remporte la poursuite par équipes de la manche de Coupe du monde à Hong Kong. En 2020, elle est championne de Nouvelle-Zélande en poursuite par équipes et de course à l'américaine. Au début de l'année 2021, alors qu'elle vient de rejoindre l'équipe NXTG Racing, elle est victime d'un accident qui lui entraine une commotion cérébrale l'éloignant de l'entraînement et des compétitions pendant deux mois. En août, insuffisamment remise, elle est absente des Jeux olympiques de Tokyo.
En avril 2022, elle remporte quatre médailles d'or aux championnats d'Océanie de Brisbane. Sur route, elle se révèle en gagnant le Grand Prix du Morbihan et une étape du Tour de Belgique, où elle se classe troisième du général. En juillet, elle participe au premier Tour de France Femmes, mais se blesse au poignet  lors de la deuxième étape. Elle doit abandonner et déclare forfait pour les Jeux du Commonwealth, l'un de ses grands objectifs de l'année.
En début d'année 2023, elle devient championne de Nouvelle-Zélande sur route et championne de Nouvelle-Zélande du contre-la-montre espoirs. Début février, elle se fait opérer de son poignet, cassé lors de sa chute lors du précédent Tour de France. Deux semaines plus tard, elle domine la manche de Coupe des nations de Jakarta, avec trois succès sur la poursuite par équipes, l'omnium et la course à l'élimination. En avril, elle gagne sur route la dernière étape et le général du Festival Elsy Jacobs.
Elle commence sa saison 2024, au Women's Tour Down Under où elle remporte la première étape. Il s’agit du premier succès sur le World Tour pour elle et son équipe, qui vient d'intégrer l'UCI World Tour. Elle est sélectionnée pour les compétitions de cyclisme sur piste aux Jeux olympiques d'été de 2024 à Paris, où elle  remporte la médaille d'argent de la poursuite par équipes et la médaille de bronze de l'omnium.
En 2025, elle rejoint l'équipe World Tour française FDJ-Suez.

## Palmarès sur piste

### Jeux olympiques
- Paris 2024
  -  Médaillée d'argent de la poursuite par équipes
  -  Médaillée de bronze de l'omnium

### Championnats du monde
| Édition / Épreuve                   | Poursuite individuelle | Poursuite par équipes | Course scratch | Elimination | Omnium |
| Aigle 2018 (juniors)                |                        | Argent                |                |             |        |
| Francfort-sur-l'Oder 2019 (juniors) | Or                     | Argent                |                |             |        |
| Glasgow 2023                        |                        | Argent                |                |             |        |
| Ballerup 2024                       |                        |                       | Bronze         | Or          | Or     |

### Championnats d'Océanie
| Édition / Épreuve | Poursuite par équipes | Course aux points | Américaine | Scratch | Omnium | Élimination |
| Brisbane 2022     | Or                    |                   | Or         | Or      | Or     |             |
| Cambridge 2024    | Or                    | Or                | Argent     | Or      | Or     | Or          |

### Coupe du monde
- 2019-2020
  - 1re de la poursuite par équipes à Hong Kong (avec Jessie Hodges, Emily Shearman, Nicole Shields et Michaela Drummond)

### Coupe des nations
- 2022
  - 3e de la course à l'élimination à Glasgow
- 2023
  - Classement général de l'omnium
  - 1re de la poursuite par équipes à Jakarta
  - 1re de l'omnium à Jakarta
  - 1re de l'omnium au Caire
  - 1re de l'élimination à Jakarta
  - 2e de la poursuite par équipes au Caire
  - 3e de l'américaine au Caire
- 2024
  - 1re de la poursuite par équipes à Adélaïde
  - 1re de l'omnium à Adélaïde
  - 1re de l'élimination à Adélaïde
- 2025
  - Classement général de l'omnium
  - 1re de l'omnium à Konya
  - 2e de la poursuite par équipes à Konya

### Championnats de Nouvelle-Zélande
- 2019
  -  Championne de Nouvelle-Zélande du scratch juniors
- 2020
  -  Championne de Nouvelle-Zélande de poursuite par équipes (avec Nina Wollaston, Jaime Nielsen et Jessie Hodges)
  -  Championne de Nouvelle-Zélande de course à l'américaine (avec Jessie Hodges)
- 2021
  -  Championne de Nouvelle-Zélande de course à l'américaine (avec Jessie Hodges)
  -  Championne de Nouvelle-Zélande d'omnium (mars et décembre)
  -  Championne de Nouvelle-Zélande de course à l'élimination

## Palmarès sur route

### Par années
- 2017
  -  Championne de Nouvelle-Zélande du contre-la-montre cadettes
- 2018
  -  Championne de Nouvelle-Zélande sur route juniors
- 2019
  -  Championne de Nouvelle-Zélande du critérium
  -  Championne de Nouvelle-Zélande sur route juniors
- 2022
  - Grand Prix du Morbihan
  - 1re étape du Tour de Belgique
  - 2e du championnat de Nouvelle-Zélande sur route
  - 3e du Bretagne Ladies Tour
  - 3e du Tour de Belgique
- 2023
  -  Championne de Nouvelle-Zélande sur route
  -  Championne de Nouvelle-Zélande du contre-la-montre espoirs
  -  Championne de Nouvelle-Zélande du critérium
  - Schwalbe Classic
  - Festival Elsy Jacobs : 
    - Classement général
    - 2e étape
- 2024
  - 1re étape du Women's Tour Down Under
  - 1re et 3e étapes du Tour de Catalogne
  - 7e de la RideLondon-Classique
- 2025
  - Surf Coast Classic
  - Cadel Evans Great Ocean Road Race
  - Clásica de Almería
  - Tour de Grande-Bretagne
  - 1re étape du Tour féminin international des Pyrénées
  - 8e de Gand-Wevelgem

### Résultats sur les grands tours

#### Tour de France
2 participations : 
- 2022 : non partante ([[3e étape du Tour de France Femmes 2022|3e étape]])
- 2025 : 92e

#### Tour d'Italie
1 participation
- 2023 : 46e

#### Tour d'Espagne
1 participation : 
- 2025 : 52e

### Classements mondiaux
| Année                                 | 2020 | 2021 | 2022 | 2023 | 2024 |
| ------------------------------------- | ---- | ---- | ---- | ---- | ---- |
| Classement UCI                        | 335e | nc   | 72e  | 82e  | 141e |
| UCI World Tour                        | nc   | nc   | 229e | 127e | 82e  |
|                                       |      |      |      |      |      |
| Légende : nc = non classéSource : UCI |      |      |      |      |      |